# Wormshill
Wormshill is een civil parish in het bestuurlijke gebied Maidstone, in het Engelse graafschap Kent met 201 inwoners.